# IC 4292
IC 4292 је спирална галаксија у сазвјежђу Хидра која се налази на листи објеката дубоког неба у Индекс каталогу.
Деклинација објекта је - 27° 40' 30" а ректасцензија 13h 35m 46,7s. Привидна величина (магнитуда) објекта IC 4292 износи 14,1 а фотографска магнитуда 15,0. IC 4292 је још познат и под ознакама ESO 509-76, IRAS 13329-2725, PGC 47956.